# Европейский суслик
Европейский или западный или серый суслик (лат. Spermophilus citellus) — грызун рода сусликов.

## Внешний вид
Сравнительно мелкий короткохвостый суслик, который лишь немногим крупнее крапчатого суслика: длина тела — 16,5—22,5 см, хвоста — 4,6—7,4 см. Окраска спины серо-буроватая, нередко с заметной желтовато-белой рябью или крапинками. Бока ржаво-желтоватые, брюхо бледного желтоватого оттенка. Вокруг глаз светлые кольца. Хвост на конце обычно имеет тёмную кайму. Защёчные мешки небольшие.

## Распространение
Европейский суслик распространён в юго-восточной части Центральной и Восточной Европы: юго-восток Германии, Польша (Силезская возвышенность), Австрия, Венгрия, Чехия, Словакия, отсюда на юго-восток — до европейской части Турции и Молдавии.
На Украине встречается в западных областях (Винницкой, Черновицкой и Закарпатской). В Европе в настоящее время редок.

## Образ жизни и питание
Европейский суслик встречается в равнинных и горных ландшафтах лесостепной и степной зон. Он селится на пастбищах, целинных, залежных и неудобных для обработки землях (например, сильно каменистых), на окраинах пашен, опушках, в заброшенных садах, у обочин дорог. Избегает сырых участков, берегов водоёмов, местностей с густой древесной и кустарниковой растительностью. На пахотных землях в отличие от крапчатого суслика устраивает только временные норы, разрушаемые при вспашке. Живёт небольшими изолированными колониями, с плотностью населения обычно не выше 7—10 ос./га.
Постоянные норы европейского суслика имеют 1—2 выхода. У половины зверьков ходы в норе только вертикальные, у четверти — только наклонные, у остальных — по одному наклонному и одному вертикальному. Внутри находятся 1—2 гнездовые камеры, выстланные сухой травой; реже их 3—5. Гнездовые камеры располагаются на глубине всего 65—100 см. Такая глубина расположения камер подходит для зимовки, так как на ареале европейского суслика земля редко промерзает глубже 20—35 см. Временные норы суслика обычно простые, 30—50 см длиной, без камеры в конце; используются зверьками как убежища при опасности или для отдыха в жаркое время дня или при дожде. Как правило, зверьки роют их вдоль маршрутов, по которым ходят на кормёжку.
Основной корм европейского суслика — растительный, но в его рационе присутствуют также насекомые и птичьи яйца. После выхода из спячки излюбленной пищей суслика являются луковицы весенних эфемеров. Во второй половине мая его рацион составляют почти исключительно созревающие семена луговых злаков; в конце июня — плоды гераней и других видов степного и пастбищного разнотравья. Суслики охотно поедают ягоды ежевики. В период созревания зерновых культур суслики совершают набеги на поля и поедают семена. Небольшие, узкие поля (шириной 10—15 м) они способны опустошить почти полностью.

## Жизненный цикл
От зимней спячки европейский суслик обычно пробуждается в третьей декаде марта — начале апреля, но в годы с ранними вёснами появляется на поверхности уже в начале марта. Первыми, как и у других сусликов, пробуждаются взрослые самцы, последним — молодняк прошлого года. После пробуждения самок начинается гон, который сопровождается драками среди самцов. Беременность длится 25—28 дней; первые детёныши появляются в конце апреля. В выводке их 2—9; средний вес новорожденных — 4,5 г при длине тела 3,5—4 см. На 8—9-й день новорожденные суслики прозревают, к 15—16-му дню покрываются шерстью. Из нор они начинают выходить в конце мая. Расселение молодых зверьков начинается с середины июня, когда их масса достигает 50—60 г. Самки часто роют временные норы около посевов, а молодые их заселяют.
Молодые суслики активны с 9—10 до 15—16 часов; взрослые суслики выходят из нор два раза в сутки — через 1—2 часа после восхода солнца до полудня и с 14—15 часов до захода солнца. Перед началом спячки взрослые суслики из нор выходят реже, иногда по 2—3 дня не появляясь на поверхности. В спячку взрослые самцы и не родившие самки залегают уже в начале июля; кормившие самки — в начале августа, а молодые бывают активными до начала сентября.
Роль европейского суслика в экосистемах из-за сокращения его численности и исчезновения части колоний сильно снизилось. В недавнем прошлом он служил основным кормом для хищных млекопитающих (степной хорёк) и птиц (степной орёл, луни и др.).

## Природоохранный статус
В настоящее время ареал европейского суслика состоит из изолированных «островков», площадью от единиц до нескольких десятков гектаров. Он включён в приложении II Бернской Конвенции (1992), Красную книгу Молдавии и Красную книгу Украины. Охраняется также в Чехии, Венгрии и Польше.
Суслики (европейский и крапчатый) массово уничтожались в XIX-XX веках. Например, с 1870 года каждый крестьянин Херсонщины был обязан убить по пять сусликов с одной десятины земли. В 1885 году в Херсонской губернии их было уничтожено 7 миллионов, с 1896 году против них стали применять отравленную пшеницу. В 1930-х годах на Украине борьба с сусликами разгорелась вновь, только в 1929 году школьники Украины, по призыву комсомола и школы, лишили жизни 2 миллиона этих зверьков. Юннат Ульяновской семилетней школы Ширяевского района Одесской области Леня Миколаенко в 1950 году самолично уничтожил 4200 сусликов.
С. Бельченко, заместитель председателя КГБ СССР при Хрущёве, вспоминая босоногое детство, особенно проникновенно любил вспоминать об уничтожении сусликов: «…подъезжал к этому месту и лил воду в нору, пока вредитель не выскакивал из неё. Здесь оставалась особая сноровка — схватить суслика за шейку и ударить об землю. У меня были ножницы, я должен был отрезать ему ножки, продеть через них иголку с ниткой, что служило доказательством, что я уничтожил грызуна».
В середине 1950-х годов против сусликов был разработан и пущен в производство специальный вариант самолёта АН–2, который так и назывался «Самолёт для борьбы с сусликами». В апреле 1947 года Совмин Украины издаёт постановление «О мерах по борьбе с сусликами», обязывая школы принять участие в их истреблении. Говорилось, что один суслик съедает в год 4 кг зерна, но не упоминалось, что это зерно опавшее.